# BBC Sports Personality of the Year
A redacção desportiva da BBC (BBC Sport) distingue em cada ano, desde 1954, o desportista do ano para honrar o autor ou autora da melhor performance desportiva nesse ano. Se em teoria o prémio está aberto a personalidades de qualquer país, na prática apenas distingue cidadãos do Reino Unido. A única excepção até hoje foi o prémio atribuído em 1985, ao Pugilista irlandês Barry McGuigan.

## Lista de premiados
|      | Vencedor                                     | Segundo                                      | Terceiro                                  |
| ---- | -------------------------------------------- | -------------------------------------------- | ----------------------------------------- |
| 1954 | Christopher Chataway (atletismo)             | Roger Bannister (atletismo)                  | Pat Smythe (hipismo)                      |
| 1955 | Gordon Pirie (atletismo)                     |                                              |                                           |
| 1956 | Jim Laker (críquete)                         |                                              |                                           |
| 1957 | Dai Rees (golfe)                             |                                              |                                           |
| 1958 | Ian Black (natação)                          | Bobby Charlton (futebol)                     | Nat Lofthouse (futebol)                   |
| 1959 | John Surtees (motociclismo)                  | Bobby Charlton (futebol)                     | Ian Black (natação)                       |
| 1960 | David Broome (hipismo)                       | Don Thompson (atletismo)                     | Anita Lonsbrough (natação)                |
| 1961 | Stirling Moss (automobilismo)                | Billy Walker (boxe)                          | Angela Mortimer (ténis)                   |
| 1962 | Anita Lonsbrough (natação)                   | Dorothy Hyman (atletismo)                    | Linda Ludgrove (natação)                  |
| 1963 | Dorothy Hyman (atletismo)                    | Bobby McGregor (natação)                     | Jim Clark (automobilismo)                 |
| 1964 | Mary Rand (atletismo)                        | Barry Briggs (automobilismo)                 | Ann Packer (atletismo)                    |
| 1965 | Tom Simpson (ciclismo)                       | Jim Clark (automobilismo)                    | Marion Coakes (hipismo)                   |
| 1966 | Bobby Moore (futebol)                        | Barry Briggs (automobilismo)                 | Geoff Hurst (futebol)                     |
| 1967 | Henry Cooper (boxe)                          | Beryl Burton (ciclismo)                      | Harvey Smith (hipismo)                    |
| 1968 | David Hemery (atletismo)                     | Graham Hill (automobilismo)                  | Marion Coakes (hipismo)                   |
| 1969 | Ann Jones (ténis)                            | Tony Jacklin (golfe)                         | George Best (futebol)                     |
| 1970 | Henry Cooper (boxe)                          | Tony Jacklin (golfe)                         | Bobby Moore (futebol)                     |
| 1971 | SAR Princesa Anne (equitação)                | George Best (futebol)                        | Barry John (râguebi)                      |
| 1972 | Mary Peters (atletismo)                      | Gordon Banks (futebol)                       | Richard Meade (-)                         |
| 1973 | Jackie Stewart (automobilismo)               | Roger Taylor (ténis)                         | Paddy McMahon (hipismo)                   |
| 1974 | Brendan Foster (atletismo)                   | John Conteh (boxe)                           | Willie John McBride (râguebi)             |
| 1975 | David Steele (críquete)                      | Alan Pascoe (atletismo)                      | David Wilkie (natação)                    |
| 1976 | John Curry (patinagem)                       | James Hunt (automobilismo)                   | David Wilkie (natação)                    |
| 1977 | Virginia Wade (ténis)                        | Geoffrey Boycott (críquete)                  | Barry Sheene (motociclismo)               |
| 1978 | Steve Ovett (atletismo)                      | Daley Thompson (atletismo)                   | Ian Botham (críquete)                     |
| 1979 | Sebastian Coe (atletismo)                    | Ian Botham (críquete)                        | Kevin Keegan (futebol)                    |
| 1980 | Robin Cousins (patinagem)                    | Sebastian Coe (atletismo)                    | Daley Thompson (atletismo)                |
| 1981 | Ian Botham (críquete)                        | Steve Davis (snooker)                        | Sebastian Coe (atletismo)                 |
| 1982 | Daley Thompson (atletismo)                   | Alex Higgins (snooker)                       | Steve Cram (atletismo)                    |
| 1983 | Steve Cram (atletismo)                       | Jayne Torvill e Christopher Dean (patinagem) | Daley Thompson (atletismo)                |
| 1984 | Jayne Torvill e Christopher Dean (patinagem) | Sebastian Coe (atletismo)                    | Steve Davis (snooker)                     |
| 1985 | / Barry McGuigan (boxe)                      | Ian Botham (críquete)                        | Steve Cram (atletismo)                    |
| 1986 | Nigel Mansell (automobilismo)                | Fatima Whitbread (atletismo)                 | Kenny Dalglish (futebol)                  |
| 1987 | Fatima Whitbread (atletismo)                 | Steve Davis (snooker)                        | Ian Woosnam (golfe)                       |
| 1988 | Steve Davis (snooker)                        | Adrian Moorhouse (natação)                   | Sandy Lyle (golfe)                        |
| 1989 | Nick Faldo (golfe)                           | Frank Bruno (boxe)                           | Steve Davis (snooker)                     |
| 1990 | Paul Gascoigne (futebol)                     | Stephen Hendry (snooker)                     | Graham Gooch (críquete)                   |
| 1991 | Liz McColgan (atletismo)                     | Will Carling (râguebi)                       | Gary Lineker (futebol)                    |
| 1992 | Nigel Mansell (automobilismo)                | Linford Christie (atletismo)                 | Sally Gunnell (atletismo)                 |
| 1993 | Linford Christie (atletismo)                 | Sally Gunnell (atletismo)                    | Nigel Mansell (automobilismo)             |
| 1994 | Damon Hill (automobilismo)                   | Sally Gunnell (atletismo)                    | Colin Jackson (atletismo)                 |
| 1995 | Jonathan Edwards (atletismo)                 | Frank Bruno (boxe)                           | Colin McRae (automobilismo)               |
| 1996 | Damon Hill (automobilismo)                   | Steve Redgrave (remo)                        | Frankie Dettori (jockey)                  |
| 1997 | Greg Rusedski (ténis)                        | Tim Henman (ténis)                           | Steve Redgrave (remo)                     |
| 1998 | Michael Owen (futebol)                       | Denise Lewis (atletismo)                     | Iwan Thomas (atletismo)                   |
| 1999 | Lennox Lewis (boxe)                          | David Beckham (futebol)                      | Colin Jackson (atletismo)                 |
| 2000 | Steve Redgrave (remo)                        | Denise Lewis (atletismo)                     | Tanni Grey-Thompson (atleta paraolímpica) |
| 2001 | David Beckham (futebol)                      | Ellen MacArthur (vela)                       | Michael Owen (futebol)                    |
| 2002 | Paula Radcliffe (atletismo)                  | David Beckham (futebol)                      | Tony McCoy (hipismo)                      |
| 2003 | Jonny Wilkinson (râguebi)                    | Martin Johnson (râguebi)                     | Paula Radcliffe (atletismo)               |
| 2004 | Kelly Holmes (atletismo)                     | Matthew Pinsent (remo)                       | Andrew Flintoff (críquete)                |
| 2005 | Andrew Flintoff (críquete)                   | Ellen McArthur (vela)                        | Steven Gerrard (futebol)                  |
| 2006 | Zara Phillips (equitação)                    | Darren Clarke (golfe)                        | Beth Tweddle (ginástica artística)        |
| 2007 | Joe Calzaghe (boxe)                          | Lewis Hamilton (automobilismo)               | Ricky Hatton (boxe)                       |
| 2008 | Chris Hoy (ciclismo)                         | Lewis Hamilton (automobilismo)               | Rebecca Adlington (natação)               |
| 2009 | Ryan Giggs (futebol)                         | Jenson Button (automobilismo)                | Jessica Ennis (atletismo)                 |
| 2010 | Tony McCoy (turfe)                           | Phil Taylor (dardos)                         | Jessica Ennis (atletismo)                 |
| 2011 | Mark Cavendish (ciclismo)                    |                                              |                                           |